# Cầu Trà Khúc 2
Cầu Trà Khúc 2 là một cây cầu bắc qua sông Trà Khúc trên Quốc lộ 1 tại thành phố Quảng Ngãi, tỉnh Quảng Ngãi, Việt Nam.
Cầu nằm ở trung tâm thành phố Quảng Ngãi, nối liền hai phường Lê Hồng Phong và Trương Quang Trọng.
Cầu Trà Khúc 2 có chiều dài 1.200 m với 17 nhịp, chiều rộng 14 m, gồm bốn làn xe. Công trình được khởi công xây dựng vào tháng 2 năm 2002 và được đưa vào sử dụng từ năm 2004.